# Abdulla Aliș
Abdullağan Aliș (cunoscut mai mult sub forma:Abdulla Aliș sau sub forma oficială, slavizată din limba tătară: Alișev Ğabdullacan Ğäbdelbari ulı,  Алишев Габдуллаҗан Габделбари улы și din limba rusă: Алишев Габдуллазян Габдулбариевич, Alișev Gabdullazyan Gabdulbarieviç, transcris în limba engleză de cele mai multe ori sub forma: Abdulla Alish și în limba română: Abdullagean Aliș sau Abdulla Aliș; n. 15 septembrie 1908, d. 25 august 1944) este un scriitor tătar, poet, luptător în rezistența tătară anti-nazistă, erou-martir decapitat de Wehrmacht la închisoarea Plötzensee din Berlin.

## Biografie
Aliș s-a născut pe 15 septembrie 1908 în satul Kayuki, regiunea Kazan din Tatarstan.
În primii ani ai tinereții Aliș lucrează la construcția și punerea în funcțiune a centralei electrice din orașul Menzelinsk situat pe malul lacurilor Qaban, pe Volga, în Tatarstan. Începând cu 1933 își desfășoară activitatea ca redactor la revista pentru copii și tineret Piyoner kelamî unde îndeplinește și funcția de secretar executiv. În 1941 este numit redactor șef la Comitetul Tătar de Radio.
Scrie mai ales povestiri pentru copii, cele mai cunoscute fiind Dulkînlar (Valurile, 1934), Ant (Jurământ, 1935), Mením abiyím (Fratele meu, 1940), dar scrie și povești publicate în colecția Ana hikáyelerí (Poveștile mamei, 1941). Publică o serie de piese de teatru de păpuși, cea mai importantă fiind Sîr tutmaz órdek (Răța guralivă).
În 1941 Aliș se înrolează în Armata Roșie și este trimis pe front. În același an, în apropierea orașului Breansk, este luat prizonier de către Wehrmacht. În închisoare îl întâlnește pe poetul Musa Ğelil. Se alătură grupului de rezistență al acestuia. Mai târziu se înrolează amândoi în Legiunea Volga-Ural formată din tătari trimiși să lupte împotriva sovieticilor. Fac propagandă printre legionari îndemnându-i să își folosească armele împotriva naziștilor. Ca urmare, primul batalion trimis pe frontul de est îi ucide pe germani și se refugiază la partizanii sovietici din Belarus. Grupul este descoperit și ghilotinat pe 25 August în închisoarea Plötzensee din Berlin. Mormântul lor a rămas neidentificat. Aliș avea 35 de ani.